# Charles Morris (Leichtathlet)
Charles Morris (Charles James „Jim“ Morris; * 2. Januar 1915 in Brentford; † 1985 in Southampton) war ein britischer Geher.
Bei den Olympischen Spielen 1948 in London wurde er Vierter im 10.000-Meter-Gehen in 46:04,0 min. In der Vorrunde stellte er mit 45:10,4 min seine persönliche Bestzeit über diese Distanz auf.